# Mayetiola radicifica
Mayetiola radicifica är en tvåvingeart som först beskrevs av Ewald Rübsaamen 1895.  Mayetiola radicifica ingår i släktet Mayetiola och familjen gallmyggor. Inga underarter finns listade i Catalogue of Life.